# Ernestina Garfias
Ernestina Garfias (Ciudad de México; 26 de agosto de 1926), es una actriz y soprano mexicana. Participó, entre otros filmes, en la versión de 1963 de México de mis recuerdos, al lado de Fernando Soler y Andrea Palma,  y protagonizó en 1969 la telenovela histórica basada en la vida de Ángela Peralta El ruiseñor mexicano. Es de las últimas leyendas sobrevivientes de la Época de Oro del cine mexicano.
- Datos: Q76544537